# Abolicionismo

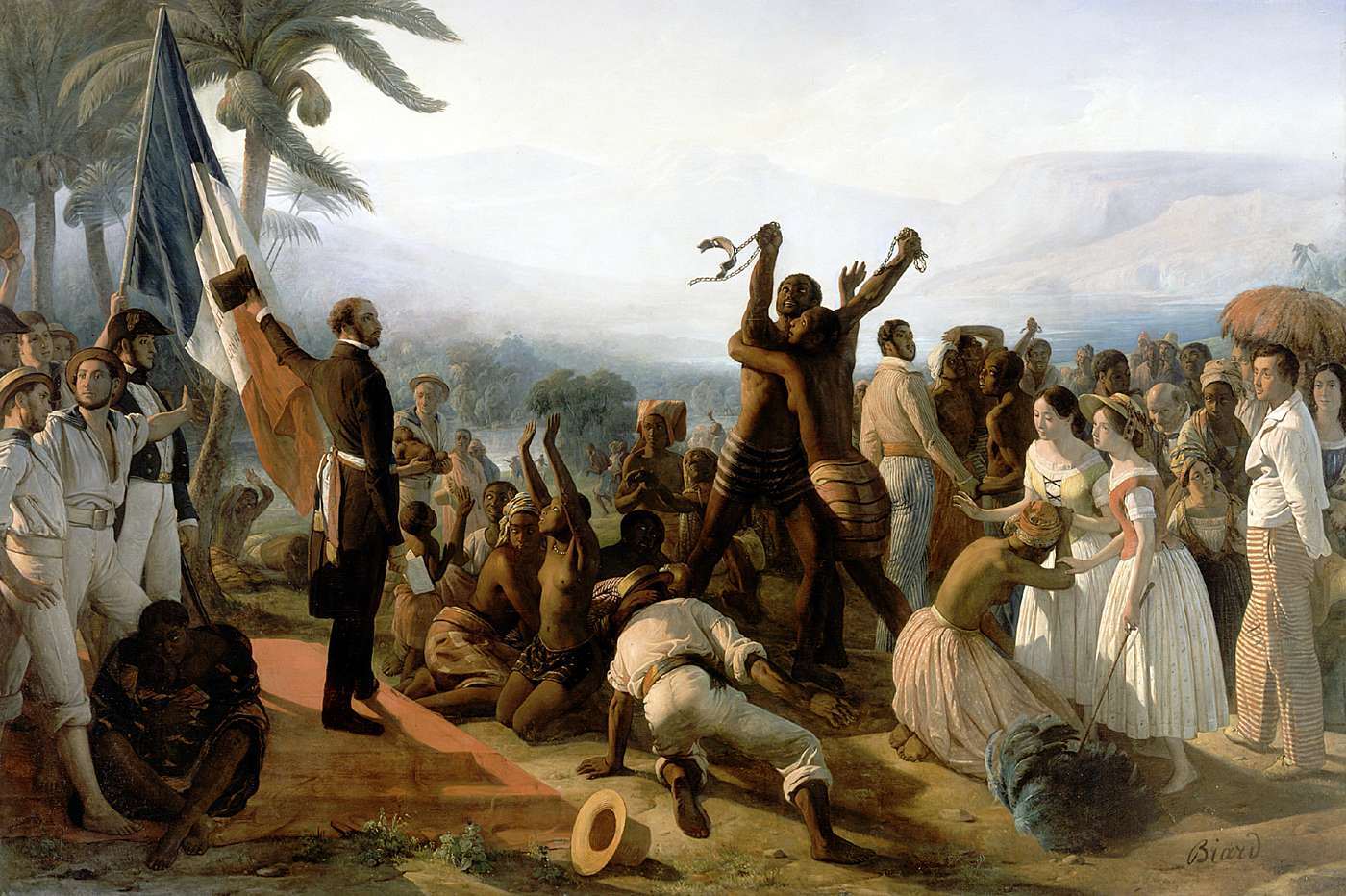
A abolição da escravatura: quadro de 1849 de François-Auguste Biard.

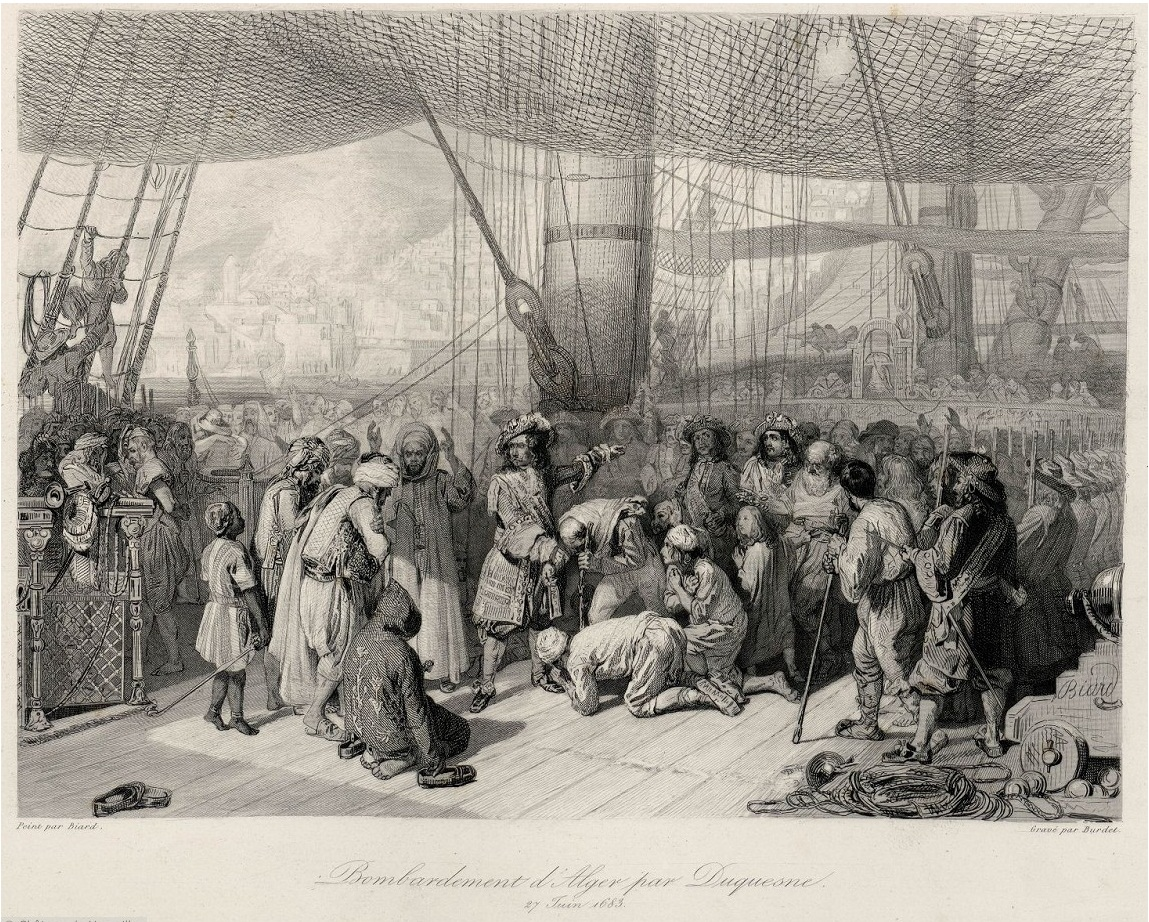
Abraham Duquesne (1610-1688), após o bombardeio em Argel, libertando escravos cristãos (ver: Escravidão branca).

O abolicionismo foi um movimento político que visava a abolição da escravatura e do comércio de africanos, desenvolvido durante o período do iluminismo do século XVIII. Tornou-se uma das formas mais representativas de ativismo político do século XIX até a atualidade.

## História
O abolicionismo sempre foi um movimento político autônomo e passou ao largo de ideologias políticas contemporâneas a ela na Europa como por exemplo o Iluminismo.

### O Clero
Anota William Clarence-Smith que todas as grandes religiões balançaram entre o sancionamento e a condenação da escravatura, incluindo o catolicismo. Aceitou-se a escravatura durante séculos, apesar das dúvidas, críticas e, ocasionalmente, condenações absolutas.
Em 13 de janeiro de 1435, através da bula Sicut Dudum, o papa Eugénio IV mandou restituir à liberdade os cativos cristãos, ou em processo de conversão, das ilhas Canárias. As Canárias eram objeto de frequentes raides (talvez desde 1341) tanto por portugueses como espanhóis.
Aquando dos Descobrimentos Portugueses, o papa Nicolau V, pela sua Bula Dum Diversas, de 18 de Junho de 1452, autorizou o rei português, D. Afonso V, e seu sucessores, a conquistar e subjugar as terras dos "infiéis", pagãos e outros "inimigos de Cristo", reduzi-los à escravatura perpétua, e tomar posse dos seus terrenos e bens.
Em 1537, o papa Paulo III (1534-1549), através da bula Sublimus Deus (23 de maio) e da encíclica Veritas ipsa (2 de Junho), lembrou, aos cristãos, que os índios "das partes ocidentais, e os do meio-dia, e demais povos", eram seres livres por natureza: "(...) os ditos índios e todos os outros povos que venham a ser descobertos pelos cristãos, não devem em absoluto ser privados de sua liberdade ou da posse de suas propriedades, ainda que sejam alheios à fé de Jesus Cristo (...)". O Papa declarou excomunhão automática para quem não cumprisse a nova decisão.
No entanto, a bula encontrou forte oposição da Coroa espanhola, que declarou violar seus direitos de patronato, e o Papa anulou as ordens no ano seguinte com o documento Non Indecens Videtur. Michael Stogre observa que Sublimis Deus não está presente em Denzinger, o compêndio oficial de ensinamentos católicos oficiais, e David Brion Davis afirma que foi anulado devido à disputa com a coroa espanhola. Contudo, a Bula original continuou a circular e foi citada por Bartolomeu de las Casas e outros apoiantes dos direitos dos ameríndios.
Segundo James Falkowski, a Sublimis Deus teve o efeito de revogar a Bula de Alexandre VI, Inter caetera, que pretendia dar à monarquia espanhola a posse das terras dos ameríndios, mas ainda continuando os colonizadores com o dever de converter o povo nativo à fé cristã". Maxwell observa que a Bula não mudou o ensinamento tradicional de que a escravidão dos índios era permitida se fossem considerados "inimigos da cristandade", pois isso seria considerado pela Igreja como uma "guerra justa". Ele argumenta ainda que as nações ameríndias tinham todo o direito de se defender.
Em 1591, o papa Gregório XIV dirigiu o breve apostólico Cum Sicuti ao Bispo de Manila onde ordenava, sob pena de excomunhão, a emancipação de todos os escravos índios detidos pelos Espanhóis nas Filipinas. e, nos séculos seguintes, se pronunciaram, também, os papas Urbano VIII (1623-1644), no breve apostólico de 1639 Commissum Nobis dirigido aos portugueses, proibindo a escravidão dos índios do Paraguai, Brasil e dos arredores do rio da Prata, bem como todo o comércio de escravos índios   e Bento XIV no breve apostólico Immensa Pastorum de 1741, dirigido aos bispos do Brasil e outros domínios sujeitos ao Rei D. João de Portugal nas Índias Ocidentais e América. Aí o Papa condena a escravidão injusta dos índios, sejam cristãos ou não, bem como o seu tratamento desumano por parte dos cristãos portugueses, que afastam os índios da Fé cristã e lhes provoca o ódio.
John Maxwell observa que nenhum destes breves apostólicos faz qualquer referência à escravidão dos negros na África Ocidental nem ao comércio transatlântico de escravos negros. Só no século XIX, após a descrição do sofrimento dos escravos africanos se ter tornado amplamente conhecida, é que se retificou esta omissão. O Papa Pio VII concordou em apoiar os esforços dos advogados internacionais e estadistas no Congresso de Viena em 1815 que pretendiam a abolição do comércio internacional de escravos negros.
No século XIX, no mesmo sentido, se pronunciou o papa Gregório XVI (1831-1846) ao publicar a bula In Supremo (1839).
Em 1888, o Papa Leão XIII, na encíclica In Plurimis, dirigida aos bispos do Brasil, pediu-lhes apoio para o Imperador D. Pedro II e a sua filha a princesa D. Isabel, na luta que estavam a travar pela abolição definitiva da escravidão.

### Em Portugal
A 19 de setembro de 1761, pela mão de Sebastião José de Carvalho e Melo, então conde de Oeiras e assinado por D. José, foi emitido um alvará libertando todos os escravos negros provenientes da América, África ou Ásia assim que chegassem à metrópole (Portugal continental), após desembarque. A intenção declarada era acabar com os "muitos e grandes inconvenientes que resultam do excesso, e devassidão com que contra as Leis e costumes de outras Cortes polidas se transporta... para estes Reinos um tão extraordinário número de escravos pretos, que fazendo nos meus domínios ultramarinos uma sensível falta para cultura das Terras e das Minas, só vem a este continente ocupar os lugares dos moços de servir, que ficando sem cómodo, se entregam à ociosidade e se precipitam nos vícios".
Esta lei foi expandida posteriormente em novos alvarás, mas não era válida nas colónias portuguesas, principalmente no Brasil, onde o comércio português de escravos negros antes se intensificou, com o apoio e envolvimento pessoal do Marquês de Pombal, sendo ainda assim, segundo alguns, um primeiro passo para a abolição da escravatura. Outros, como o historiador Arlindo Caldeira, discutem essa versão, notando que as leis, se por um lado limitam a escravatura no Portugal europeu, por outro até pretendem reforçar o trabalho escravo nos territórios ultramarinos, particularmente na América do Sul. Essas medidas, aponta, foram contemporâneas da criação de duas companhias monopolistas de comércio cujo fim principal era 0 tráfico de mão de obra escrava para o Brasil. O comércio de escravos para o Brasil atingiu valores recorde: só entre 1757 e 1777, foram importados um total de 25 365 escravos negros para o Pará e Maranhão, vindos dos portos do oeste africano.
No início do século XIX, por pressão da Grã-Bretanha, Portugal proibiu o comércio atlântico de escravos. Persistindo ainda o tráfico clandestino, a 25 de fevereiro de 1869, produziu-se finalmente a abolição "prática" e completa da escravatura em todo o espaço controlado pelo Império Português. Na década de 1930 morreu a última escrava em Portugal com cerca de 120 anos de idade.

### No Brasil
Como parte integrante de Portugal, o Brasil recebeu a abolição igualmente a 12 de fevereiro de 1761. Posteriormente, os movimentos revolucionários independentistas, particularmente a Conjuração Baiana (1798), pretenderam, também, retirar a condição de escravos àqueles que já o eram, e aproveitar a revolta destes contra os seus senhores, contando assim com maior facilidade no processo revolucionário contra Portugal.
No que diz respeito ao período imperial brasileiro, já fazia parte dos planos de Dom Pedro I libertar os escravos, tendo ele enfatizado em diferentes momentos de sua vida o fato de que seu sangue era da mesma cor do sangue dos escravos. Pedro I queria acelerar o processo de revolução industrial no Brasil com a libertação dos escravos e por duas vezes tentou libertá-los.
A primeira no ano da Independência do Brasil (1822), e a segunda no ano da constituinte de 1824 sendo que em ambas as ocasiões o projeto foi completamente rejeitado pelo parlamento. Uma vez que o Brasil não era uma monarquia absolutista e sim uma monarquia constitucional parlamentarista, e o poder moderador de que dispunha o imperador não era para ditar e sim para negar, não houve muito o que ser feito. Dom Pedro II, filho de Pedro I, herdou do pai o vigor abolicionista. Por diversas vezes Pedro II tentou abolir a escravidão, mas toda vez que levantava a discussão, o parlamento dizia que a abolição da escravidão era uma vontade dele e não do povo. 
Em 1884, Ceará e Amazonas foram os dois primeiros estados do Brasil a abolirem a escravidão.
As discussões adquiriam relevância a partir de 1850 e caráter verdadeiramente popular a partir de 1870, mas apenas atingiram seu fim com a Lei Áurea (13 de maio de 1888), tendo sido o último país da América a banir oficialmente a escravatura.

### França

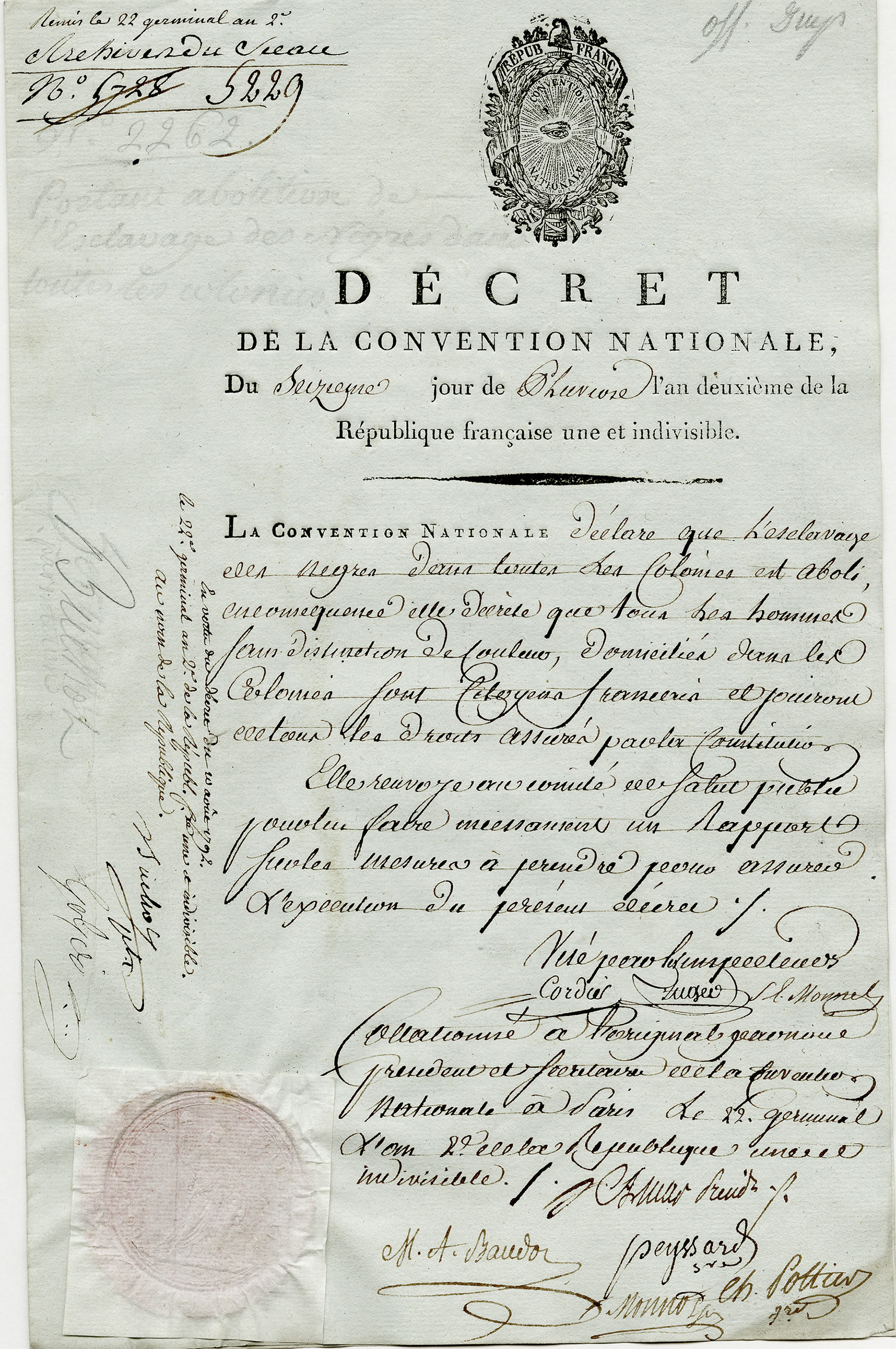
Decreto francês da abolição de 1794. (Imagem: Arquivo Nacional da França).

Após a Revolução Francesa e a Declaração dos Direitos do Homem e do Cidadão, foi abolida a escravidão em 3 de fevereiro de 1794 na Convenção Nacional. Contudo não se aplicando as colônias, em 1799 a escravidão foi retomada no Senegal, e Napoleão restabeleceu a escravidão a 20 maio de 1802. Outro caso é o do Haiti, ex-colônia francesa que, durante a Era Napoleônica ainda havia a escravidão; e com uma revolta de escravos se tornou a primeira república negra do mundo em 1804. A abolição definitiva chegou em 27 de abril de 1848, na Segunda República Francesa.

### Chile
O primeiro Congresso Nacional convocado em 1811, oito meses depois da criação da Junta de Governo, declarou, entre outras iniciativas, a liberdade de ventre, em virtude da qual os filhos de escravos que haviam nascido no Chile seriam livres. Em 1818, em consequência da participação de batalhões de escravos negros entre as forças patriotas pertencentes ao exército libertador dos generais José de San Martín e Bernardo O'Higgins, prometeu-se, a estes, a liberdade completa, feito que foi levado à prática em 1823, sob a presidência interina de Ramón Freire, fazendo, do Chile, um dos primeiros países em declarar a liberdade dos escravos.[carece de fontes?]

### Reino Unido
A Society for Effecting the Abolition of Slavery (Sociedade para efetuar a abolição da escravatura) foi fundada em 1789 por Thomas Clarkson. Nas suas apresentações, informou das condições dos escravos e buscou o apoio do parlamento. Por outro lado, havia interesses económicos ingleses relativamente aos seus territórios americanos, bastante apoiados na mão de obra escrava.
Depois de uma campanha do parlamentar William Wilberforce, em 25 de março de 1807 foi aprovado, pelo Parlamento Britânico, o Slave Trade Act ou Ato contra o Comércio de Escravos, que proibia o comércio de escravos em todo o Império Britânico e que estipulava uma multa de 100 libras esterlinas para cada escravo encontrado nos barcos ingleses. Com este feito, a Inglaterra propunha-se como modelo.
Por conta da pressão de burgueses que lideraram a Revolução Industrial e que estavam interessados em ter mão de obra rotativa assalariada e mercado consumidor, em 23 de agosto de 1833, foi aprovada a Slavery Abolition Act (Ato de abolição da escravidão) pela qual, desde 1 de agosto de 1834, ficavam, livres, todos os escravos das colônias britânicas. Durante um período de transição de quatro anos, os ex-escravos permaneceriam, em troca de um soldo, ligados ainda com o seu amo. 

### Estados Unidos da América

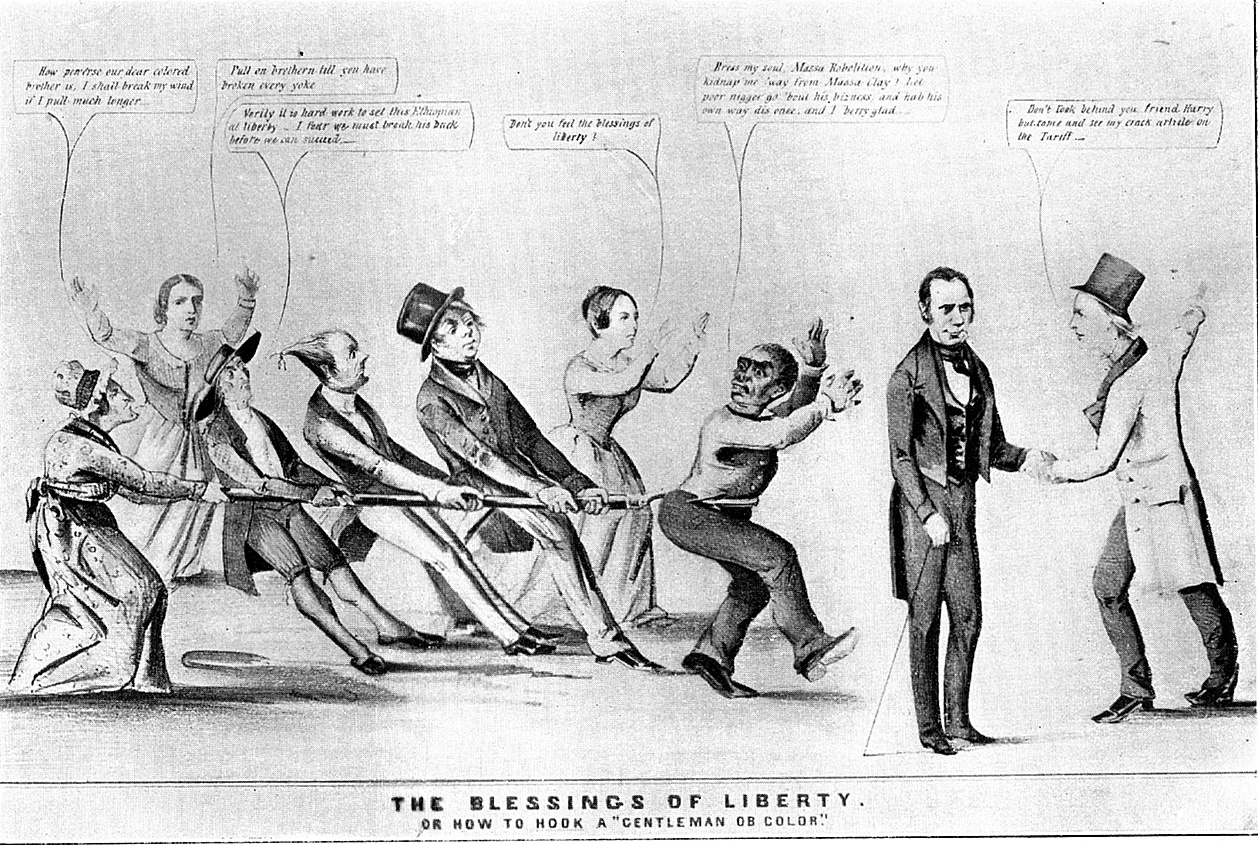
Caricatura do abolicionismo na década de 1850 mostra abolicionistas estadunidenses tentando puxar um escravo para a liberdade contra a vontade do escravo.

O movimento abolicionista foi formado em 1830 nos estados do norte dos Estados Unidos, nos quais teve muita publicidade. Em 1831, foi fundada a New-England Anti-Slavery Society (Sociedade antiescravatura de Nova Inglaterra).
O movimento tinha as suas raízes no século XVIII, quando nascera visando a proibir o tráfico de escravos. A posse de escravos foi permitida até o final da Guerra de Secessão (1861-1865), particularmente nos estados do sul. A constituição dos Estados Unidos (1789) tratava, em certos pontos, da escravatura, embora, em nenhum ponto, fosse usada esta palavra.
Todos os estados a norte de Maryland aboliram a escravidão entre 1789 e 1830, gradualmente e em diferentes momentos. Contudo, o status da escravidão permaneceu inalterado no sul, e os costumes e o pensamento público fortaleceram-se no sentido na defesa da escravidão como resposta ao crescente fortalecimento da atitude antiescravidão do norte. O ponto de vista contra a escravidão que muitos homens do norte mantinham após 1830 foi convergindo lenta e imperceptivelmente para o movimento abolicionista. A maioria dos estados do norte não aceitava, no entanto, as posições extremas dos abolicionistas.
O abolicionismo como princípio era um pouco mais que um mero desejo de ampliar as restrições à escravatura. A maioria dos nortistas aceitava a existência da escravidão e não tinha, como objetivo, mudar isso, mas favorecer uma política de libertação indenizada e gradual. Os abolicionistas, por outro lado, queriam terminar com a escravidão para sempre e o movimento caracterizou-se pelo apoio da aplicação da violência para precipitar o fim da escravidão, como mostram as atividades de John Brown.
Muitos abolicionistas americanos desempenharam um papel ativo contra a escravidão no Underground railroad, que visava a ajudar os escravos fugitivos, apesar das grandes penas que isto podia acarretar segundo a lei federal que entrou em vigor em 1850.
Mediante a Declaração de Emancipação (promulgada pelo presidente Abraham Lincoln, na que foi declarada a liberdade de todos os escravos em 1863 e que entrou em vigor pela primeira vez no final da Guerra Civil (1865), os abolicionistas americanos obtiveram a libertação dos escravos nos estados em que continuava havendo escravidão. O movimento abolicionista preparou o campo para o movimento dos direitos civis dos negros nos Estados Unidos.

### Espanha, Cuba e Porto Rico
Agustín Argüelles e José Miguel Guridi apresentaram, às Cortes de Cádis, uma proposta abolicionista a 1 de abril de 1811, sem sucesso. A 13 de agosto de 1813, o deputado Isidoro de Antillano y Marzo faz uma nova proposição, mas sem eficácia (foi mesmo objeto de um atentado que quase acaba com a sua vida). A Constituição de Cádis (1812) pôs especial cuidado em distinguir as condições de "espanhol", "homem livre", "avizinhado", "liberto" (artigo 5), "cidadão espanhol" e "servente doméstico" (artigo 25.3), estabelecendo requisitos especiais para a obtenção da cidadania para os "originários da África" (artigo 22).
José María Blanco White criticou a escravidão em Bosquejo de comercio de esclavos y reflexiones sobre este tráfico considerado moral, política y cristianamente ("Esboço de comércio de escravos e reflexões sobre este tráfico considerado moral, política e cristianamente". Londres, 1814).
Cuba e Porto Rico eram as últimas colônias espanholas na América e, nelas, a escravidão tinha um peso econômico decisivo. A posição internacional de Inglaterra contra o tráfico de escravos impedia, no entanto, um fácil abastecimento de escravos por parte das colônias espanholas. O caso do barco Amistad, cujos escravos se rebelaram, e que foi conduzido para os Estados Unidos, ocasionou um conflito jurídico e diplomático (sobre o assunto, fez-se um filme de Steven Spielberg em 1997). As sucessivas sublevações em Cuba no último terço do século XIX até a Guerra de Independência Cubana de 1895-1898, tiveram, como uma das suas causas, as polêmicas entre escravidão e abolicionismo.
A pressão internacional promoveu leis contrárias ao comércio de escravos em 1817 (em troca de um pagamento por Inglaterra de 400 000 libras como compensação), 1835 e 1845. A reiteração das leis era prova da sua ineficácia. Em 1837, foi promulgada a abolição da escravidão no território metropolitano, mas não nos territórios de ultramar, onde a presença de escravos era realmente significativa, demográfica e economicamente.
A Sociedade Abolicionista Espanhola foi fundada em 2 de abril de 1865 por iniciativa do porto-riquenho Julio Vizcarrondo. A Sociedade Abolicionista abriu seções em Sevilha, Leão, Barcelona e Saragoça. Em 1866, a Sociedade foi fechada pelo governo do general Ramón María Narváez, coincidindo com a agudização da repressão política contra os progressistas. Após a Revolução de 1868, o ativismo abolicionista impulsionou a lei Moret (4 de Julho de 1870, chamada assim por causa de Segismundo Moret, ministro de Ultramar e posteriormente de Fazenda; também recebeu o nome de lei de ventres livres ou de liberdade de ventres). Com ela, foi concedida a liberdade a qualquer nascido posteriormente a 17 de Dezembro de 1868, bem como aos escravos maiores de 60 anos ou que ajudassem a repressão da sublevação independentista simultânea em Cuba e Porto Rico.
Posteriormente, com a Primeira República Espanhola (1873-1874), foi proclamada a abolição da escravidão em Porto Rico (22 de Março de 1873), embora não em Cuba. O número de escravos em Porto Rico era significativamente menor (31 000).
A Restauração (1875) começou impedindo o funcionamento da Sociedade Abolicionista, mas, em 1880, esta foi permitida. Em 7 de Outubro de 1886, a escravidão desapareceu legalmente. A Sociedade Abolicionista dissolveu-se em 1888.